# آبستنی

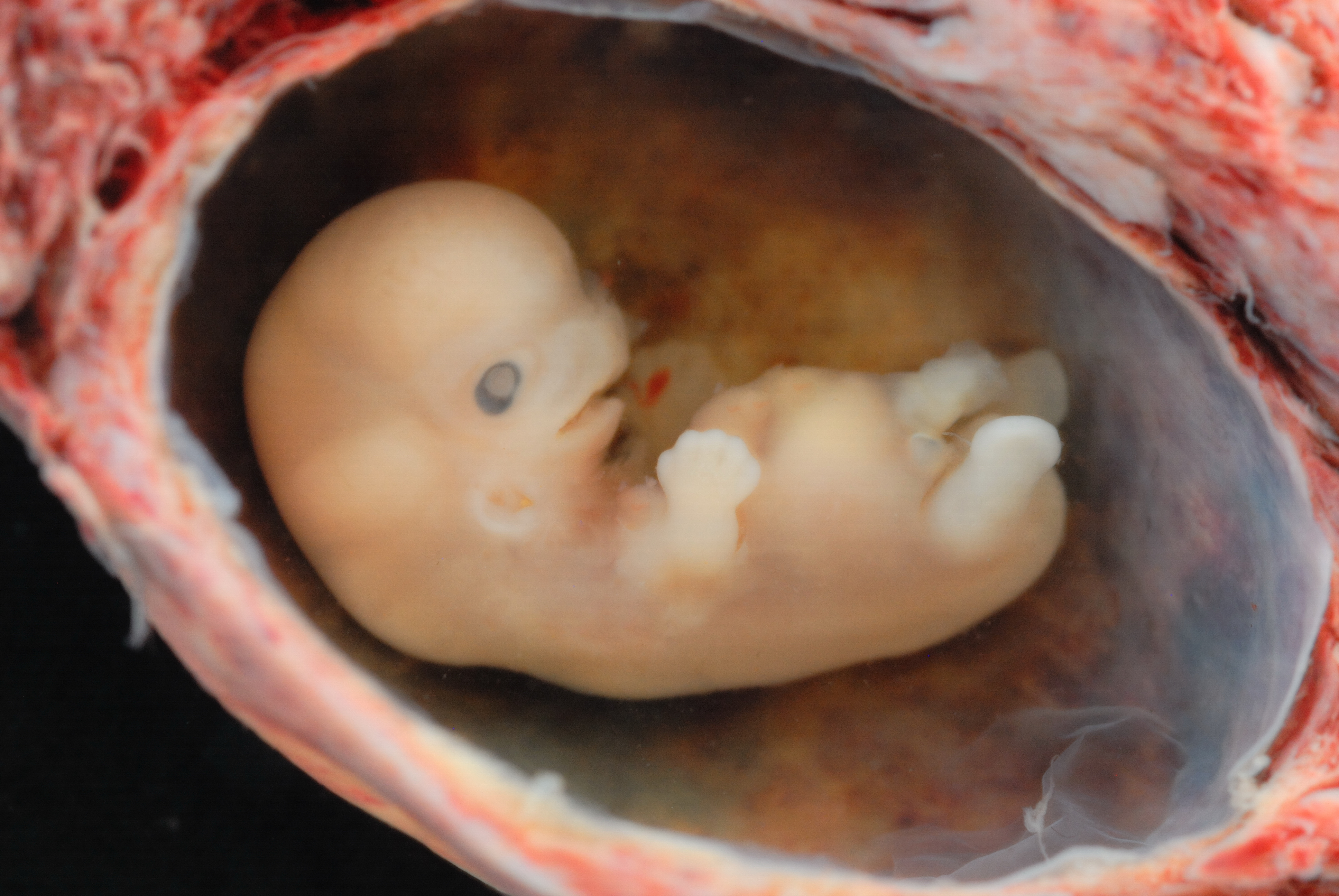
رویان انسان، تقریباً ۸ هفته سن باروری

آبِستَنی یا آبِستَن شدن (به انگلیسی: Gestation)، تشکیل رویان یا جنین در درون جنس مادهٔ یک جانورِ زنده‌زا است. برای باروری، اسپرم مرد به تخمک زن پیوسته و سبب پدید آمدن نطفه می‌شود.

پستانداران در طول بارداری می‌توانند یک یا چند باروریِ هم‌زمان داشته‌باشند. به بازهٔ زمانیِ یک باروری به‌اضافهٔ دو هفته، دورهٔ باروری، و به مدت‌زمان به‌اضافهٔ دو هفته که فرزند دورهٔ رشد در رحم را گذرانده، سن باروری گفته می‌شود.

## ناباروری در هر دو جنس
بر اساس آمارهای موجود، ۳۵٪ موارد ناباروری زوجین مربوط به مردان است. یک مرد سالم، در هر نوبت انزال، ۱۲۰ میلیون تا ۶۰۰ میلیون اسپرم خارج می‌کند و در طول زندگی خویش حدود ۴۰۰ میلیارد اسپرم تولید می‌کند. شایع‌ترین علت ناباروری مردان، عدم توانایی آنان در تولید تعداد کافی اسپرم‌های سالم است که مهم‌ترین بیماریِ عامل آن واریکوسل است. همچنین مردان ممکن است در رساندن اسپرم به واژن زن مشکل داشته‌باشند. این مشکل مربوط به دستگاه تناسلی مردان است. در این موارد، ممکن است اختلال مربوط به آلت تناسلی و بیضه‌ها باشد (عدم تخلیهٔ اسپرم). در بعضی از مردان، نوعی ناهنجاری وجود دارد که در آن، بیضه‌ها در جای مناسب خود قرار نمی‌گیرد. همچنین، ممکن است بیماری‌هایی سبب آسیب رساندن به دستگاه تولید اسپرم در مردان شوند.

توجه به این نکته نیز لازم است که این موضوع نباید با مردانگی اشتباه گرفته شود. بسیاری از مردان این دیدگاه را دارند که قابل حل است و می‌توان راه‌های درمان را پیگیری کرد.

## انسان‌ها
بارداری یا حاملگی، به وضعیتی گفته می‌شود که زن در رحم خود دارای رویان یا جنین باشد. به دوران بارداری «دورهٔ آبستنی» نیز گفته می‌شود؛ این دوره با به دنیا آمدن نوزاد (زایمان) به پایان می‌رسد.
در انسان، دورهٔ بارداریِ طبیعی حدود ۳۸ هفته از زمان بارور شدن طول می‌کشد. اگر طول این دوره از آخرین قاعدگی فرد باردار محاسبه شود، مقدار طبیعی آن تقریباً ۴۰ هفته خواهد بود. نطفهٔ در حال رشد انسان در هفته‌های اول بارداری رویان و پس از این دوره، تا پایان بارداری، جنین نامیده می‌شود.

انسان در هر بار بارداری معمولاً فقط یک جنین در رحم دارد، اگرچه موارد چندقلویی نیز چندان نادر نیست.
متخصصان اعتقاد دارند که مصرف همزمان ویتامین‌های E و D3 سبب افزایش شانس باروری در زنان می‌شود.

### افزایش قدرت باروری
- از مصرف سیگار و مواد مخدر و محرک پرهیز کنید.
- مراقب وزنتان باشید و ورزش کنید.
- از نوشیدن الکل دوری کنید.[۷]
- مردان از مولتی ویتامین با روغن‌های امگا ۳ و ویتامین ث بهره ببرند.
- عدم مصرف دوز بالای ویتامین آ :وجود مقادیر بالای ویتامین A در بدن مادر باردار احتمال بروز اختلالات مادرزادی در نوزاد را افزایش می‌دهد.
- مادران باردار مکمل اسید فولیک مصرف کنند.